# Правна култура
Правната култура, срещаща се понякога и като Правова култура (макар двете понятия да не се припокриват напълно) е неразделна част от цялостната култура на обществото и индивида. Правната култура се базира на общите начала, изначалните принципи на правото и на ценностната система на общество, като е отражение на цивилизационното ниво на развитие и начина на мислене на хората. Правната култура е и историческа и религиозна категория.
Формирането на правната култура не е самостоятелен процес от развитието на другите култури – политическа, морална, естетическа, и е сложен въпрос. Всички тези култури са обединени от общи предизвикателства - създаването на такъв устойчив морален и правен климат в обществото, който да гарантира истинска свобода на поведението на индивида, която в съчетание с обществената отговорност, да обезпечи правата, социалната закрила, зачитането на човешкото достойнство, т.е. да постави интересите на човекът-гражданин в центъра на икономическия, социалния, политическия, културния живот на обществото, съобразно принципните положения на хуманизма от времето на Ренесанса (виж Ecce Homo).
Правната култура е тясно свързана с понятието за правно съзнание. Тя е присъща на демократичните страни и общества. Системата на социалистическото право в бившите социалистически страни дискредитира и унищожи в голяма степен правното съзнание и чувството за правова държава, а оттук и изгражданата от преди настъплението на марксизма-ленинизма правна култура в населението.
Правото също е продукт на културата на обществото. Правната култура на страните и обществата в съвременната епоха се формира под влиянието на ренесанса и класицизма по времето на Просвещението, като главната цивилизаторска роля в този общоевропейски процес е на абсолютистка Франция (виж разделение на властите и Шарл Монтескьо; обществен договор и Жан-Жак Русо).
Правната култура има две съвременни значения и звучения:
- правна култура на обществото;
- правна култура на личността,

като някои автори различават и разграничават от тези две базови понятия и
- правна култура по социални групи.

Терминът „правна култура“ е продукт на социологията от 60-те и 70-те години на XX век. По принцип правните култури на страните се определят от степента на изграждане на правова държава и спазване върховенството на закона.